# Alton Pancras
Alton Pancras est une paroisse civile et un village du Dorset, en Angleterre.